# Gottlob Traugott Leberecht Hirche
Gottlob Traugott Leberecht Hirche (* 23. Juli 1805 in Rauscha; † 24. Mai 1863 in Görlitz) war ein deutscher evangelischer Pastor, Historiker, Schriftsteller und Ehrenmitglied und Sekretär der Oberlausitzischen Gesellschaft der Wissenschaften. Er schrieb zahlreiche, im Neuen Lausitzischen Magazin veröffentlichte Beiträge. Fünf Bände dieser Jahresschrift gab er selbst heraus.

## Leben
Die biographischen Details zu Hirche entstammen zur Hälfte seiner Autobiographie (5. Februar 1858), die „von einem Freunde desselben“ ergänzt bzw. zu einem Nekrolog vervollständigt wurde.
Er wurde im Sommer 1805 in Rauscha geboren, wo er auch zur Grundschule ging. Der örtliche Pfarrer M. Trabert unterrichtete ihn privat in der französischen, lateinischen und griechischen Sprache. Ostern 1817 ging er sechs volle Jahre auf das Gymnasium in Rauscha. Nach der Matura ging er an der Universität Breslau zu Vorlesungen in Theologie, vorgetragen von den Professoren David Schulz, v. Cölln, Middeldorph, Scheibel, Schirmer und Bernstein. Auch bei Geschichtsvorträgen von Wachler und Vorlesungen über „lateinische und griechische Klassiker“ von Rohovsky, Schneider und Passow war er anwesend. Philosophische „Disciplinen“ lernte er bei Steffens, Hinrichs und Thilo. Zwei Jahre nahm er am exegetisch-kritischen und am patristischen Seminar teil. Wie er schrieb, blickte Hirche gern auf diese Zeit zurück und fand, er habe diese akademische Zeit „gut angewendet“.
Ostern 1826 mit gerade einmal zwanzig Jahren verließ Hirche die Universität und wurde Hauslehrer, zunächst in der Ostprignitz, dann in Niederschlesien. Michaelis 1829 kam er nach Görlitz und bereitete sich auf die zwei theologischen Examina in Breslau vor und bestand sie im Januar 1830 und im Mai 1831.  Um diese Zeit hatte er auch eine Knabenschule entstehen lassen, die über die Jahre (bis 1858) „einen ansehnlichen Umfang gewann“.
1833 wurde Hirche Pfarrer in Kunnersdorf. Er widmete sich nun der Mathematik, „den alten Sprachen“ und las besonders gern Werke von Plato und Cicero. Das Alte Testament bzw. den größten Teil davon las er „in der Ursprache“, erklärte aber nicht genauer, welche Sprache er damit meinte. Auch übte er sich in den Sprachen Englisch und Italienisch.
Am 2. Mai 1852 gab er seine Pfarrerstelle und zog nach Görlitz. Dorthin begleitete ihn seine Ehefrau Alwine Louise (geborene Oettel). Im Jahr 1858 hatte sie ihm bereits sieben Kinder geschenkt. Diese unterrichtete er auch selbst. Er las weiterhin alte Schriften, davon zu nennen: Livius, Virgil, Homer, Sophokles, Euripides. Besonders in Erinnerung geblieben ist ihm der Satz, den Quintus Caecilius Metellus Pius Scipio laut Marcus Porcius Cato der Jüngere oft gesagt habe, wie Cicero aufschrieb:

„numquam se minus otiosum esse, quam cum otiosus, nec minus solum, quam cum solus esset“

„er war nie weniger untätig, als wenn er müßig war, noch weniger einsam, als wenn er allein war“

Die königliche Regierung in Liegnitz habe ihn mehrfach für seine Bemühungen als Pfarrer für das „Volksschulwesen und deßen Hebung“ Anerkennung zukommen lassen. Einige Jahre leitete er zudem eine Diözesan-Lehrerkonferenz.
Schließlich übernahm er 1859 das Sekretariat der Oberlausitzischen Gesellschaft der Wissenschaften anstelle von Gustav Köhler, den es nach Berlin zog. Hirche war bis zu seinem Lebensende Herausgeber der Jahresschrift und verfasste selbst einige Beiträge.
Hirches Freund, der seine Autobiographie fortsetzte, beschrieb Hirche als fleißig und aufopfernd, „in jüngeren Jahren überaus heiter, anregend, witzig und gefällig“, gegenüber jüngeren Schülern mit „heitere[m] Scherz und milde[m] Ernst“, bei älteren „durch sein gründliches Wissen“ in Dankeserinnerung. Er sei aber auch kritisch gewesen, „kleinliche Bestrebungen“ über die er sich oft hinwegsetzte, brachten ihm letztlich „manche Verlegenheiten und [...] zuweilen bitteren Kummer“. In der wissenschaftlichen Gesellschaft habe er „Vieles [...] geordnet, was nicht in Ordnung war“.
Hirche starb Ende des Frühlings 1863 nach vier Jahren als Sekretär und Ehrenmitglied der Oberlausitzischen Gesellschaft der Wissenschaften.

## Werke
Als Autor:
- Bericht über die wissenschaftlichen Abendversammlungen der Oberlausitzischen Gesellschaft der Wissenschaften, Bände 1–3. H. Jungandreas (Verlag), Görlitz 1859–1861. Auch in den Bänden 36, 37 und 39 des Neuen Lausitzischen Magazins veröffentlicht.[4]
- Aufruf an alle, die es mit sich und ihren Nebenmenschen wohl meinen. Von Lorberg (Verlag). 1844.

Als Herausgeber:
- Neues Lausitzisches Magazin, Bände 36–40 (Görlitz 1859–1863).